# Британське міжпланетне товариство
Британське міжпланетне товариство (англ. British Interplanetary Society) — перша організація, метою якої заявлено виключно космічні дослідження, розвиток та підтримку космонавтики. Заснував 1933 року Філіп Клеатор (англ. Philip E. Cleator).
1936 року Британське міжпланетне товариство налічувало 100 членів, цього ж року при суспільстві організовано Технічний комітет, завданням якого були дослідження в галузі проєктування та обладнання космічних кораблів. На 1939 члени товариства розробили детальний проєкт космічного корабля, розрахованого на екіпаж із 3 осіб і призначеного для 20-денної експедиції на Місяць. У повоєнні роки організовано дослідницькі групи з метою теоретичної розробки таких питань космонавтики, як проєкти космічної станції, скафандр космонавта, зустрічі та заправки космічного літального апарата на орбіті, використання ядерної енергії для ракетного двигуна, створення глобальної системи зв'язку зі ШСЗ тощо. 1950 року Британське та Німецьке міжпланетні товариства провели в Парижі 1-й Міжнародний астронавтичний конгрес. На 2-му конгресі в Лондоні прийнято статут Міжнародної астронавтичної федерації.
Товариство видає «Журнал Британського міжпланетного товариства» (Journal of the British Interplanetary Society; видається від 1934 року) та журнал «Космічний політ» (Spaceflight; від 1956 року), організовує тематичні симпозіуми.
Одним із голів товариства був письменник Артур Кларк.